# La Creu de Colomèrs
La Creu de Colomèrs és una muntanya que es troba en el límit dels termes municipals de la Vall de Boí (Alta Ribagorça) i Naut Aran (Vall d'Aran), dins del Parc Nacional d'Aigüestortes i Estany de Sant Maurici.

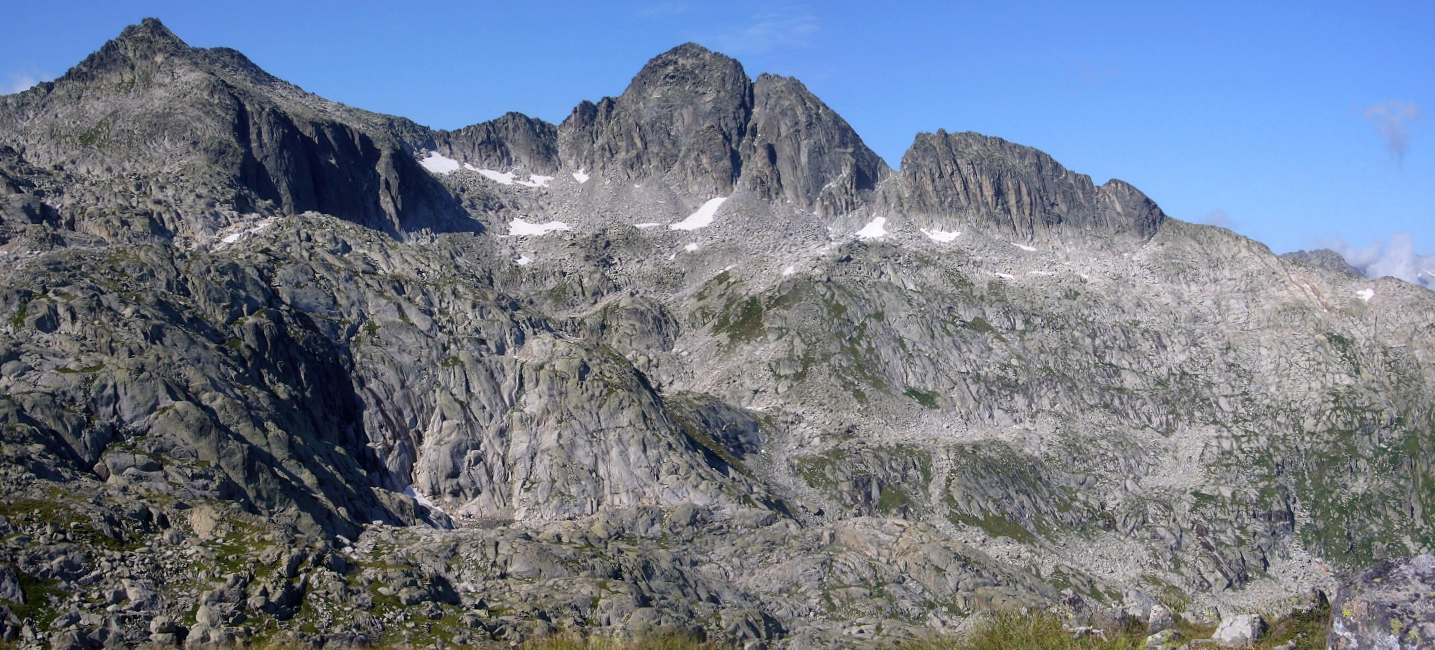
Pic Oriental, la Creu de Colomèrs i Tuqueta deth Pòrt, vistos des del Tossal dels Ossos.

El pic, de 2.894,9 metres, s'alça en el punt d'intersecció de les carenes que delimiten la Vall de Colieto (O), la Vall de Contraix (S) i el Circ de Colomèrs (NE); amb la Tuqueta deth Pòrt al nord; el Pic de l'Estany de Contraix, el seu cim besson, a l'oest; i el Pic Oriental, a l'est.

## Rutes
Dues són les alternatives principals:
- Per la Vall de Colieto, des del Refugi Joan Ventosa i Calvell: abandonant el tàlveg de la vall al sud del Bony dels Estanyets de Colieto i seguint direcció est, fins a trobar l'Estany Tort de Colieto, i buscar finalment el cim a l'est-sud-est.
- Per la Vall de Contraix, des del Refugi d'Estany Llong: abandonant el camí principal en l'Estany de Contraix, vorejant-lo per llevant i buscant la collada situada a l'est del pic.